# Rod Daniel
Rod Daniel (Nashville, 4 agosto 1942 – Chicago, 16 aprile 2016) è stato un regista statunitense.

## Biografia[1]
Dopo aver studiato medicina, viene arruolato come soldato nella guerra del Vietnam. A seguito di tale esperienza, decide di cambiare completamente strada, cimentandosi nel mondo della pubblicità.
Si trasferisce a Los Angeles in cerca di fortuna. Insieme all'amico Hugh Wilson, realizza la sit com WKRP in Cincinnati. Dirige alcuni episodi di Magnum, P.I. e Lo zio d'America.
Nel 1985 esordisce per il grande schermo. Suo è Voglia di vincere, cult movie campione di incassi.
Dopo l'incredibile successo mediatico del film, Daniel viene contattato dai produttori hollywoodiani per redigere altre commedie familiari. Tra i suoi lavori si ricordano: Tale padre tale figlio e Un poliziotto a 4 zampe.
La carriera del cineasta si conclude con il sequel apocrifo Mamma, ho allagato la casa.
Affetto dalla malattia di Parkinson, muore il 16 aprile del 2016.

## Filmografia
- Voglia di vincere (1985)
- Tale padre tale figlio (1987)
- Un poliziotto a 4 zampe (1989)
- Il padrone di casa (1991)
- Beethoven 2 (1993)
- La squadra di bowling Alley Cats (2000)
- Mamma, ho allagato la casa (2002)